# پیپت کوهی
پیپت کوهی یا پیپت کوهستان (به لاتین: Anthus hoeschi) پرنده‌ایست از خانوادهٔ دم‌جنبانکان و یکی از انواع گونه‌های پی‌پت‌هاست که بومی آفریقا می‌باشد. این پرنده در علفزارهای مناطق مرتفع گرمسیری یا نیمه گرمسیری زندگی کرده و می‌توان آن را در آفریقای جنوبی، لسوتو و احتمالاً بوتسوانا، جمهوری دموکراتیک کنگو، زامبیا و نامیبیا مشاهده نمود.